# مارک بیورز
مارک بیورز (انگلیسی: Mark Beevers؛ زادهٔ ۲۱ نوامبر ۱۹۸۹) بازیکن فوتبال اهل بریتانیا است.
از باشگاه‌هایی که در آن بازی کرده‌است می‌توان به باشگاه فوتبال شفیلد ونزدی، باشگاه فوتبال میلتون کینز دونز، و باشگاه فوتبال میلوال اشاره کرد.
وی همچنین در تیم ملی فوتبال زیر ۱۹ سال انگلستان بازی کرده‌است.